# Талышский Хаштпар
Талышский хаштпар (тал. Tološa haštpar/Толоша хаштпар) —  (также известный как «восемь крыльев») — это символ в культуре талышей, представляющий собой восемь лучей, исходящих из центра. Он имеет глубокое значение в культуре талышей, где его часто связывают с солнцем, добром, благополучием и вечностью, а также с древними арийскими верованиями, где символ означал бессмертием
Символика:
«Хаштпар» имеет глубокое значение в талышской культуре. Он ассоциируется с солнечным светом, который приносит тепло и жизнь, с добром и благополучием, а также с вечным циклом жизни и смерти, символизирующим бессмертие.
Использование:
Символ используется в различных аспектах талышской культуры, в том числе в искусстве, ремеслах и, по-видимому, в некоторых религиозных практиках. 
Отношение к другим культурам:
Талыши считают, что «хаштпар» имеет древние корни и используется также иными народами, например, в арийской культуре, где он также ассоциируется с вечностью и бессмертием.